# Ichneumon tipularum
Ichneumon tipularum är en stekelart som beskrevs av Franz Paula von Schrank 1802. Ichneumon tipularum ingår i släktet Ichneumon och familjen brokparasitsteklar. Inga underarter finns listade i Catalogue of Life.